# ガートルード (クレーター)
ガートルード（英: Gertrude）は、天王星の衛星チタニアのクレーターである、チタニアで既知の最大のクレーター、名前はハムレットの登場人物ガートルードに由来する。
直径約326km、チタニアの直径のほぼ5分の1に相当する、端は中心より2km高い。
中央丘の直径約135km、高さ約150km。